# Allium tuncelianum
Allium tuncelianum — вид трав'янистих рослин родини амарилісові (Amaryllidaceae), ендемік Туреччини.

## Опис
Цибулина діаметром 1.5–5.5 см, яйцювата; зовнішні оболонки товсті, перетинчасті, від коричневого до брудно-жовтувато-білого кольору; внутрішні оболонки тонкі, перетинчасті, білі; цибулинок 1–2. Стеблина 50–150 см. Листків 4–8, шириною 1–2.5 см, плоскі, жолобчасті, голі, коротші, ніж стеблина. Зонтик діаметром 2–8 см, кулястий, щільний (100—200 квіток). Оцвітина 2.5–3.5 мм, дзвінчаста, блідо-рожева до білої, гладка. Тичинки довші від оцвітини. Коробочка 3–4 мм. 2n=16.
Час цвітіння: червень — серпень.

## Поширення
Поширений в азійській Туреччині.
Зростає в Східній Анатолії; населяє кам'янисті ділянки, вапняні ґрунти; 1000–2200 м н.р.м